# Johann Heinrich Graf
Johann Heinrich Graf   (Tóss, 16 d'agost de 1852 - Berna, 17 de juny de 1918) va ser un matemàtic suís, rector de la Universitat de Berna i promotor de la Biblioteca Nacional de Suïssa.

## Vida i Obra
Graf, fill d'un policia, va estudiat a Politècnic de Zuric en el qua es va graduar en ciències el 1874. Un cop graduat, va fer de professor de secundària a Berna, mentre feia els estudis de doctorat supervisat per Ludwig Schläfli. Es va doctorar el 1877 i l'any següent ja era professor adjunt de la universitat de Berna en la qual va romandre fins a la seva mort. El 1892, en jubilar-se Schläfli, va ocupar la seva càtedra.
A part de les seves tasques de recerca i docents a la universitat, Graf va exercir nombroses responsabilitats administratives: va ser degà i rector de la universitat, va ser regidor de l'ajuntament de Berna, va ser editor de la revista de la societat de ciències naturals (Naturforschende Gesellschaft), secretari de la Comissió Central de Geografia Nacional i, de 1895 a 1918, va presidir la Comissió de Biblioteques Suisses, càrrec des del que va promoure la creació de la Biblioteca Nacional de Suïssa (Schweizerische Landesbibliothek).
Els treballs matemàtics de Graf se centren en les funcions de Bessel, tema sobre el que va publicar un llibre amb Salomon Eduard Gubler, publicat en dos volums apareguts el 1898 i el 1900. Però també va fer altres treballs en geometria i geodèsia.